# San Dorligo della Valle
San Dorligo della Valle (en slovène : Dolina) est une commune italienne située dans la région autonome de Frioul-Vénétie Julienne et rattachée à l'organisme de décentralisation régionale de Trieste.

## Administration
| Période                                  | Période  | Identité        | Étiquette | Qualité |
| ---------------------------------------- | -------- | --------------- | --------- | ------- |
| 14 juin 2004                             | En cours | Fulvia Premolin |           |         |
| Les données manquantes sont à compléter. |          |                 |           |         |

### Hameaux
Bagnoli della Rosandra (Boljunec), Bottazzo (Botač), Caresana (Mačkolje), Crociata (Križpot), Domio (Domjo), Draga, Francovez (Frankovec), Grozzana (Gročana), Lacotisce (Lakotišče), Log, Mattonaia (Krmenka), Pesek, Prebeneg, San Antonio in Bosco (Boršt), San Giuseppe della Chiusa (Ricmanje), San Lorenzo (Jezero).

### Communes limitrophes
Muggia, Trieste, Hrpelje-Kozina, Koper, Sežana